# Torre de Moradilla
Torre de Moradilla és un edifici aïllat al cim del Tossal de Moradilla, a la partida de Moredilla de l'horta de Lleida, al municipi de Lleida i comarca del Segrià. És protegit com a bé cultural d'interès local.
Fou torre de guaita amb planta baixa i soterrani. Base de paret inclinada i cadena d'angle a les quatre cantonades. Es pot veure encara una volta mig ensorrada que cobria el soterrani. Si bé la construcció actual data del segle xix, com a torre de telegrafia òptica, l'emplaçament al capdamunt del tossal d'un punt de guaita és d'origen àrab i estava dins la línia de vigilància de l'horta de Lleida, al marge esquerre del riu Segre. El tossal fou foradat a la darrera guerra i és fortificat. Es poden veure les espitlleres que volten la torre i per l'interior, la volta de formigó.
El 2024 una paret de la Torre de Moradilla es van ensorrar, quedant dretes restes de dos murs d'aquest bé cultural d'interès local, a causa de la manca de manteniment del patrimoni cultural.